# هال ميتشيل
هال ميتشيل (بالإنجليزية: Hal Mitchell)‏ هو مدير فني أمريكي، ولد في 11 أغسطس 1930 في لاوندالي في الولايات المتحدة، وتوفي في 27 نوفمبر 1993 في Corralitos, California ‏ في الولايات المتحدة.

## وصلات خارجية
- هال ميتشيل على موقع مرجع كرة القدم المحترفة.كوم (الإنجليزية)